# Éditions EPO
Pour les articles homonymes, voir EPO.
EPO est une maison d'édition progressiste belge créée en 1978 et basée à Berchem et étroitement liée au PTB. Elle publie en moyenne 35 ouvrages par an, dans le domaine de la non-fiction, essentiellement des œuvres originales en néerlandais, mais aussi des traductions.

## Auteurs publiés
- Noam Chomsky
- Ludo Martens
- Paul Van Nevel
- Howard Zinn
- Geoffrey Geuens
- Els Keytsman (nl)
- Jaap Kruithof (nl)
- Peter Mertens
- Erik de Bruyn (nl)
- Peter Tom Jones (nl)
- Karl Marx
- Raoul Hedebouw